# 甑島列島
31°45′12″N 129°47′03″E / 31.75328°N 129.78424°E

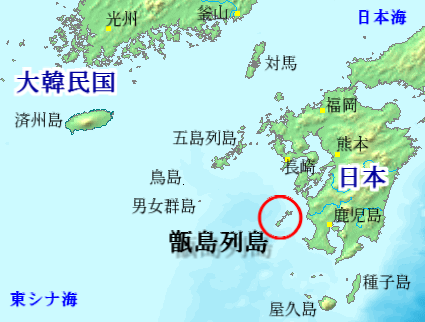
甑島列島所在位置

甑島列島（こしきしまれっとう）為東海上的一個群島，由鹿兒島縣薩摩川内市管轄。主要有上甑島・中甑島・下甑島三島，人口約5576人(2011年)。

## 主要島嶼
- 上甑島（日语：上甑島）面積 45.08 平方公里
- 中甑島（日语：中甑島） 面積 7.29 平方公里
- 下甑島（日语：下甑島） 面積 66.27 平方公里
- 野島
- 近島
- 双子島

總計面積118.68平方公里

## 交通
2020年（令和2年）8月29日開通連結中甑島與下甑島的甑大橋，全長1,533m，大幅便利往來交通之安全性與便利性。
與本島有甑島商船高速船往來薩摩川內市的川內港與上甑島的里港，每日二趟，單程約50分
- 第1趟：薩摩川內市川内港→上甑島里港→下甑島長浜港→薩摩川內市川内港
- 第2趟：薩摩川內市川内港→下甑島長浜港→上甑島里港→薩摩川內市川内港

另甑島商船有渡輪往來市來串木野市的串木野港與上甑島的里港，每日二趟，單程約70分
- 第1趟：下甑島長浜港→鹿島港→上甑島里港→串木野新港→上甑島里港→鹿島港→下甑島長浜港
- 第2趟：下甑島長浜港→串木野港→上甑島里港→下甑島長浜港

## 觀光業
2009年（平成21年）上甑島観光客約21,400人、中甑島観光客約1,700人、下甑島観光客約14,100人、観光客以上甑島人數較多，全體観光客人数約37,200人。2010年甑島列島全體觀光客人數約44,870人、約佔薩摩川内市全體觀光客人數2%。

## 外部連結
- 甑島観光協会 （页面存档备份，存于）